# Трамп, Фред
Фре́дерик Крист Трамп (англ. Frederick Christ Trump, более известный как Фред Трамп; 11 октября 1905, Бронкс, Нью-Йорк, США — 25 июня 1999, Нью-Гайд-Парк, Нью-Йорк, США) — американский предприниматель-девелопер. Отец 45-го и 47-го президента США Дональда Трампа.

## Молодость и карьера

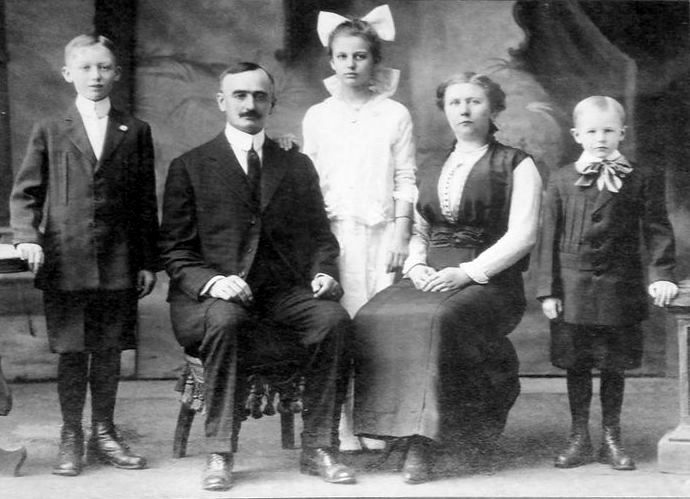
Семья Трампов в 1915 году. Фред Трамп — крайний слева

Родился  11 октября 1905 года в Бронксе в семье немецкого эмигранта из Королевства Баварии Фредерика Трампа (Фридриха Трумпа) и его супруги Элизабет. Родители говорили по-немецки. У него были брат Джон и сестра Элизабет.
В сентябре 1908 года семья переехала в Вудхейвен, Нью-Йорк. С 10 лет работал рассыльным у мясника.
С 1918 по 1923 год, Фред учился в средней школе Ричмонд-Хилл в одноименном районе Куинса. Во время учёбы работал в качестве кедди, а также курьером. Его мать занималась недвижимостью, продолжив дело его отца. Желая стать строителем, Фред посещал вечерние занятия по плотницкому делу и чтению чертежей. Заочно Фред изучал сантехнику, каменную кладку и электропроводку.
Окончив школу в январе 1923 года, Трамп устроился на полный рабочий день. Он занимался доставкой пиломатериалов на строительные площадки. Впоследствии Фред нашёл работу помощника плотника и продолжил своё образование в Институте Пратта.
Мать Трампа одолжила ему 800 долларов на его первый дом, строительство которого было завершено в 1924 году. Элизабет Трамп держала бизнес на своё имя, потому что Фред не был совершеннолетним. Компания «E. Trump & Son» была основана в 1925 году и занималась бизнесом уже в 1926 году. В том же году Трамп построил 20 домов в Куинсе, продав несколько из них до того, как они были завершены, чтобы финансировать другие. Компания была официально зарегистрирована в 1927 году.
Позже Трамп стал партнёром строительной фирмы матери «E. Trump & Son».
В конце 1920-х годов Трамп занялся строительством односемейных домов в Куинсе (Нью-Йорк).

### Арест
В 1927 году более тысячи членов «Ку-клукс-клана» прошли на параде в Куинсе. Трамп и ещё шестеро мужчин были арестованы. Фред, задержанный «по обвинению в отказе разойтись по приказу», был уволен. Многочисленные газетные статьи об этом инциденте приводят адрес Трампа (Джамейка, Нью-Йорк), который он делил со своей матерью согласно переписи 1930 года. В сентябре 2015 года его сын Дональд Трамп, в то время кандидат в президенты Соединённых Штатов, в интервью газете «The New York Times» опроверг эту информацию. Он также отрицал, что его отец когда-либо жил по этому адресу, и сказал, что ареста «никогда не было» и «никто не был обвинен».

### Путь к успеху
В 1933 году (в разгар Великой депрессии) Трамп построил один из первых в Нью-Йорке современных супермаркетов под названием «Trump Market» в Вудхейвене. Он был создан по образцу сети супермаркетов самообслуживания «King Kullen». Магазин Трампа обрёл свои собственный слоган «Обслуживай себя и экономь!», который быстро стал популярным. Через шесть месяцев Трамп продал его сети супермаркетов «King Kullen».

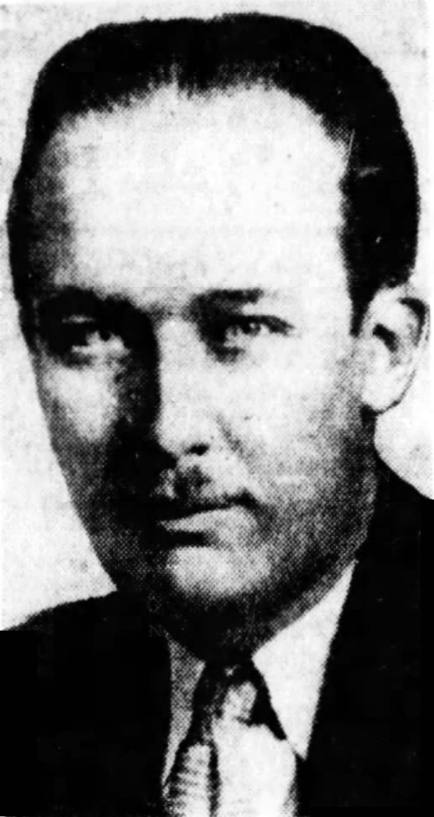
Фред Трамп, 1940 год

В 1934 году Трамп и один из его партнёров через федеральный суд приобрели компанию по обслуживанию ипотечных кредитов, которая была «дочкой» J. Lehrenkrauss Corporation. Вскоре компания обанкротилась и впоследствии была распущена по обвинению в мошенничестве. Через некоторое время Трамп получил информацию о многих объектах недвижимости, близким к выкупу, которые он приобрёл по низкой цене и продал с существенной прибылью. Приверженность данной стратегии ведения бизнеса быстро сделала его одним из самых успешных бизнесменов в Нью-Йорке.
Трамп использовал кредитные субсидии Федеральной жилищной администрации вскоре после их внедрения через принятие программы президента Франклина Д. Рузвельта в 1934 году. К 1936 году у Трампа было 400 рабочих, все белые, но разных национальностей. Они возводили фундаменты домов, цена на которые варьировалась между 3000 и 6250 долларами. Цены на недвижимость составляли $ 3 999,99. Трамп утверждал, что его отец был приверженцем тактики «на один цент больше, и люди не будут покупать». В конце 1930-х годов он использовал яхту под названием «Trump Show Boat», чтобы рекламировать свой бизнес у побережья Кони-Айленда. Он играл патриотическую музыку и выпускал воздушные шары в форме меч-рыбы, которые можно было приобрести за 25 или 250 долларов. Он был оштрафован на 2 доллара Департаментом парков города Нью-Йорка за рекламу без лицензии. В 1938 году газета «Brooklyn Daily Eagle» назвала Трампа «Генри Фордом индустрии жилищного строительства».

## Поздняя карьера

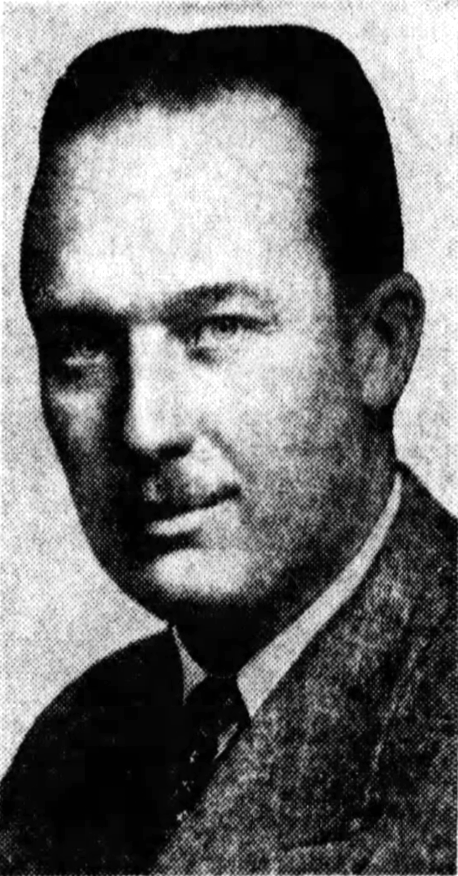
Трамп около 1950 года

Во время Второй мировой войны Трамп строил жильё для служащих ВМС США вдоль восточного побережья. В Вирджинии он построил более 1000 квартир.
С 1947 по 1949 год Трамп занимался строительством «Shore Haven» в Бенсонхерсте, Бруклин, который включал в себя 32 шестиэтажных здания и торговый центр, занимающий около 30 акров. Сумма финансовых вложений составила 9 миллионов долларов. В 1950 году Фред построил 23-этажное здание «Beach Haven Apartments» на 40 акрах земли недалеко от Кони-Айленда. Общее число квартир, включённых в эти проекты, превысило 2700. В 1964 году завершилось возведение «Trump Village» — жилого комплекса на Кони-Айленде стоимостью в 70 миллионов долларов. Это был один из его самых крупных проектов. Фред построил более 27 000 низкобюджетных квартир в разных частях Нью-Йорка.
В последние годы жизни страдал болезнью Альцгеймера, умер в возрасте 93 лет. Похороны состоялись в Мраморной коллегиальной церкви. На них присутствовало более 600 человек. Фред был похоронен на лютеранском кладбище в Мидл-Виллидж, Куинс.
На момент смерти Фреда его состояние оценивалось в $250-300 млн. Сумма завещания составила более $20 млн (за вычетом налогов). Эти деньги были разделены между его детьми и внуками. Вдова Мэри умерла 7 августа 2000 года в Нью-Гайд-парке, штат Нью-Йорк, в возрасте 88 лет. Их общее имущество было оценено в 51,8 миллиона долларов.

### Расследования
В начале 1954 года президент Дуайт Эйзенхауэр и другие высокопоставленные чиновники начали осуждать мошенничества в сфере недвижимости. 11 июня «The New York Times» включила Трампа в список 35 человек, обвиняемых в разграблении денежных средств, выделенных на реализацию государственных контрактов. Расследование проводил Банковский комитет Сената США. Особое внимание было уделено доходам компании. Трамп и его партнер Уильям Томаселло (который ранее имел связи с мафией) были приведены в качестве примеров того, как застройщики получали прибыль через Федеральное управление жилищного строительства. Они заплатили 34 200 долларов США за участок земли, который впоследствии был сдан в аренду их же корпорациям за 76 960 долларов в год на условиях аренды сроком на 99 лет. Поэтому, если квартира, построенная на ней, никогда не будет сдана в эксплуатацию, Федеральное управление жилищного строительства будет вынуждено выплатить им 1,924 млн долларов. Трамп и Томаселло, очевидно, получили кредиты на 3,5 миллиона долларов больше, чем стоили апартаменты в «Beach Haven». Трамп утверждал, что, поскольку он не снял деньги, он фактически не присвоил их. Он также утверждал, что из-за растущих затрат ему пришлось бы инвестировать более 10 % ипотечного кредита и, следовательно, понести убытки, если бы он строил на этих условиях.
В 1966 году в отношении Трампа проводилось расследование, касающееся спекуляций со сверхприбылью. После того, как Трамп переоценил затраты на строительство, спонсируемое государственной программой, он получил прибыль в размере 598 000 долларов на аренду оборудования при строительстве «Trump Village», которая затем была потрачена на другие проекты. 27 января, давая показания по делу, Трамп заявил, что не видит в этом ничего криминального. Комиссия назвала Трампа человеком с «талантом извлекать каждый цент прибыли из своего жилищного проекта». По итогу никаких обвинений выдвинуто не было. Вместо этого вводились более жёсткие требования к составлению отчётности в рамках государственной жилищной программы.

### Сын — президент компании
В 1968 году к его бизнесу присоединился 22-летний сын Дональд Трамп, ставший президентом компании в 1971 году. Он занимался недвижимостью на Манхэттене. В середине 1970-х годов Дональд получил от своего отца займы на сумму более 14 миллионов долларов (позднее Дональд утверждал, что это был всего 1 миллион долларов).

## Личная жизнь
В январе 1936 года Фред Трамп в Нью-Йорке женился на американке шотландского происхождения Мэри Энн Маклауд (10 мая 1912 — 7 августа 2000), дочери Малкольма Маклауда (1866—1954) и Мэри Маклауд (урождённой Смит, 1867—1963). У пары было пятеро детей:
- Мэриэнн Трамп-Бэрри (1937—2023), федеральный судья в отставке.
- Фредерик «Фредди» Трамп-младший (1938—1981), пилот авиакомпании «Trans World Airlines». Скончался от алкоголизма.
- Элизабет Трамп Гроу (род. 1942), банковский менеджер.
- Дональд Трамп (род. 1946), предприниматель, 45-й и 47-й президент США.
- Роберт Трамп (1948—2020), предприниматель.

Когда началась Вторая мировая война, Трамп перевёз свою семью в Вирджинию. Во время войны и до 1980-х Трамп отрицал, что он говорил по-немецки, и утверждал, что он был шведского происхождения. По словам племянника Трампа Джона Уолтера, «у него было много еврейских арендаторов, и в те дни быть немцем было нехорошо». Дональд Трамп в своей книге «Искусство заключать сделки» (1987) утверждает, что Фред Трамп был сыном иммигранта из Швеции и родился в Нью-Джерси.
По вероисповеданию Фред был последователем лютеранства.

## Благотворительность
Фред и Мэри Трамп поддерживали медицинские благотворительные организации. После того, как Мэри получила медицинскую помощь в больнице Джамейки, супруги пожертвовали «Trump Pavilion». Они также пожертвовали двухэтажный комплекс в Бруклине, переоборудовав его в центр для престарелых людей. Было выделено здание Фонду детского церебрального паралича. Сообщается, что Фред также поддерживал еврейскую больницу Лонг-Айленда и больницу специальной хирургии в Манхэттене.
Благотворительная активность семьи Трамп распространялась на «Армию спасения» и другие менее крупные организации. Фред поддерживал школу Кью-Форест, где учились его дети. Трамп также пожертвовал землю для еврейского центра Бич-Хейвен во Флэтбуше, штат Нью-Йорк. Он выступал в качестве казначея благотворительного концерта Израиля с участием американских исполнителей.